# Phyllachora ectophytica
Phyllachora ectophytica är en svampart som beskrevs av Tilak 1959. Phyllachora ectophytica ingår i släktet Phyllachora och familjen Phyllachoraceae.   Inga underarter finns listade i Catalogue of Life.